# ثريا جبران
السعدية قريطيف واشتهرت باسمها الفني ثريا جبران (16 أكتوبر 1952 - 24 أغسطس 2020) هي ممثلة مسرحية وسينمائية مغربية، امتد عملها المسرحي منذ أواخر الثمانينات حتى التسعينات. شغلت منصب وزيرة الثقافة في الحكومة المغربية سنة 2007، لتصبح أول وزيرة فنانة في تاريخ المغرب السياسي. تحمل ثريا وسام الاستحقاق الوطني المغربي، ووسام الجمهورية الفرنسية للفنون والآداب.

## النشأة
ولدت بمدينة الدار البيضاء وتحديدا بدرب بوشنتوف في عمق درب السلطان، قادتها قدماها إلى دار الأطفال عين الشق ليس كنزيلة دائمة، بل كزائرة مواظبة على التواجد في فضاء يجمع أفرادا من عائلتها. فقدت والدها والتحقت أمها بالمؤسسة الخيرية لتشغل مهمة مربية، وهو ما قادها لاكتشاف هذا المكان، خاصة أن علاقتها بالدار، التي تجاوزت حدود مقر عمل أمها إلى فضاء تربوي، قد ازدادت تماسكا بعد أن عاشت فترة طويلة تحت رعاية محمد جبران زوج شقيقتها، الذي كان نزيلا بالمؤسسة الخيرية وإحدى الدعامات المسرحية بها، قبل أن يختار الوزرة البيضاء ويصبح مسؤولا عن مصحة دار الأطفال لفترة طويلة من الزمن، بعد أن حاز على شهادة الدولة في التمريض. لم يكن جبران، الذي «أعار» اسمه العائلي للسعدية، مجرد متعهد للطفلة وعنصر أساسي في المنظومة التربوية، بل ساهم إلى جانب دوره في المجال الطبي في استقطاب مجموعة من الوجوه المسرحية إلى دار الأطفال، كما كان إلى جانب عبد العظيم الشناوي، من الأوائل الذين اشتغلوا بالمسرح من أبناء المؤسسة الخيرية، في الوقت الذي كان أغلب النزلاء يفضلون التعاطي للرياضة وكرة السلة على الخصوص.

## المسيرة الفنية
تألقت الطفلة على خشبة المسرح البلدي وانتزعت تصفيقات الجمهور، وكانت بدايتها في عالم مسرح الهواة وعمرها لا يتعدى عشر سنوات بالرغم من دورها الصغير في المسرحية. كانت ثريا تحرص على متابعة نبض «الخيرية» من خلال والدتها التي تقاسمها هموم المؤسسة.
اختارت الطفلة سكة المسرح بعد أن شجعها سي محمد والشناوي على السير بعيدا في هذا المجال، خاصة أن المخرج الراحل فريد بن مبارك، أستاذ المسرح، شجعها على الاحتراف، والالتحاق بمعهد المسرح الوطني بالرباط عام 1969، بالرغم مما كان يشكله الانتماء للمسرح من خطورة على صاحبه، إذ كانت الأعمال المسرحية «الملتزمة» تحت مراقبة المخبرين السريين والعلنيين.
ارتبطت الأعمال الفنية لثريا جبران بالبسطاء، وبرعت في أداء أدوار التعبير عن معاناة المحرومين والمهمشين، لأنها عاشت في «خيرية» عين الشق مشاهد حية لكائنات تجتر الأحزان.
كان لها دور في تأسيس الفرق المسرحية (مسرح الفرجة)، (مسرح الشعب)، و(مسرح الفنانين المتحدين)، وأسست وأدرات فرقة (مسرح اليوم). عملت إلى جانب الطيب الصديقي، والمخرج المسرحي عبد الواحد العوزري.
من الوقوف على الخشبة إلى الجلوس على كرسي وزارة الثقافة، هنا أيضا كان الهاجس الخيري حاضرا في برامجها بإعطاء الأولوية للجانب الاجتماعي للفنانين، من خلال مجموعة من التدابير كقانون الفنان وبطاقة الفنان والتغطية الصحية للمشتغلين في هذا القطاع.

## أوسمة
- جائزة الشارقة للابداع المسرحى العربى. (2008)[12][13][14]
- وسام العرش من درجة قائد (2009)[15]

## أعمالها

### أفلام
- 1982: غياب، فيلم قصير من إخراج سعد الشرايبي
- 1982: دموع الندم، فيلم من إخراج حسن المفتي
- 1983: بامو، من إخراج إدريس المريني
- 1984: عنوان مؤقت، من إخراج مصطفى الدرقاوي
- 1984: الناعورة، من إخراج عبد الكريم الدرقاوي ومولاي إدريس الكتاني
- 1984: الزفت، من إخراج الطيب الصديقي
- 1986: غراميات، من إخراج لطيف لحلو
- 1988: قفطان الحب المنقط بالهوى، من إخراج مومن السميحي
- 1991: الصمت، فيلم قصير من إخراج مصطفى الدرقاوي
- 1998: زنقة القاهرة، من إخراج عبد الكريم الدرقاوي
- 2001: شفاه الصمت، من إخراج حسن بنجلون
- 2001: قصر السوق، من إخراج إدريس شويكة
- 2001: جنة الفقراء، من إخراج إيمان المصباحي
- 2001: أمواج البر، من إخراج محمد إسماعيل
- 2002: عطش، من إخراج سعد الشرايبي
- 2003: جوهرة بنت الحبس، من إخراج سعد الشرايبي
- 2003: رحيل البحر، من إخراج فريدة بورقية
- 2007: أركانة، من إخراج حسن غنجة[16]
- 2007: عود الورد، من إخراج لحسن زينون

### مسلسلات
- 2002: صقر قريش
- 2003: ربيع قرطبة

### مسرحيات[17]
- ديوان عبد الرحمن المجذوب 1980.
- مسرحية أبو نواس 1984.
- مسرحية ألف حكاية وحكاية في سوق عكاظ 1985.
- مسرحية أربع ساعات في شاتيلا 2001.
- مسرحية الشمس تحتضر.
- مسرحية امتى نبدوا.
- مسرحية بوغابة.
- مسرحية امرأة غاضبة.
- مسرحية حكايات بلاحدود.
- مسرحية النمرود في هوليوود.
- مسرحية الجنرال.
- مسرحية طير الليل.
- مسرحية اللجنة.
- مسرحية أيام العز.

## وفاتها
توفيت يوم الاثنين 24 أغسطس 2020 الموافق 5 محرم 1442 هـ، عن عمر ناهز 67 عامًا، في مستشفى الشيخ خليفة بن زايد آل نهيان بمدينة الدار البيضاء بعد معاناتها مع مرض السرطان.

## وصلات خارجية
- ثريا جبران على موقع IMDb (الإنجليزية)
- ثريا جبران على موقع قاعدة بيانات الأفلام العربية
- ثريا جبران على موقع ألو سيني (الفرنسية)